# Lijst van rijksmonumenten op de Zeedijk (Amsterdam)
Een overzicht van de 70 rijksmonumenten op de Zeedijk in Amsterdam.
| Object | Oorspronkelijke functie? | Bouwjaar                         | Architect | Locatie                                | Coördinaten?                  | Nr.?   | Afbeelding                                                                                               |
| --- | ------------------------ | -------------------------------- | --------- | -------------------------------------- | ----------------------------- | ------ | --- |
| Dwarshuis met houten, per verdieping overkragende gevel                                                                | Gebouw                   | 16e/18e eeuw                     |           | Zeedijk 1                              | 52° 22' 35" NB, 4° 54' 1" OL  | 6500   | Meer afbeeldingen                                                                                        |
| Vierraamshuis met gevel onder rechte lijst                                                                             | Gebouw                   | 18e/19e eeuw                     |           | Zeedijk 3                              | 52° 22' 35" NB, 4° 54' 1" OL  | 6501   | Meer afbeeldingen                                                                                        |
| Huis waarschijnlijk met houtskelet) met gevel op hoge houten pui                                                       | Gebouw                   | 16e/17e/19e eeuw                 |           | Zeedijk 5A t/m 5D                      | 52° 22' 34" NB, 4° 54' 1" OL  | 6502   | Meer afbeeldingen                                                                                        |
| Pand met klokgevel | Gebouw                   | tweede kwart 18e eeuw            |           | Zeedijk 13                             | 52° 22' 34" NB, 4° 54' 2" OL  | 6503   | Meer afbeeldingen                                                                                        |
| Huis met halsgevel voorzien van vleugelstukken van bijzonder ontwerp                                                   | Gebouw                   | ca. 1725                         |           | Zeedijk 15                             | 52° 22' 34" NB, 4° 54' 2" OL  | 6504   | Meer afbeeldingen                                                                                        |
| Pand met gevel onder rechte lijst met consoles                                                                         | Gebouw                   | laatste kwart 18e eeuw           |           | Zeedijk 17                             | 52° 22' 34" NB, 4° 54' 2" OL  | 6505   | Meer afbeeldingen                                                                                        |
| Hoekhuis met eenvoudige vierraams klokgevel                                                                            | Gebouw                   | 18e eeuw                         |           | Zeedijk 19                             | 52° 22' 33" NB, 4° 54' 2" OL  | 6506   | Meer afbeeldingen                                                                                        |
| Hoekhuis met gevels onder omlopende rechte lijst waarop een gesneden leeuwekop als hijsbalk                            | Woonhuis                 | 1825                             |           | Zeedijk 21 + Oudezijds Kolk 75, 81, 87 | 52° 22' 33" NB, 4° 54' 3" OL  | 6507   | Meer afbeeldingen                                                                                        |
| Huis, vanwege de zandstenen afdekkingen van de klokvormige geveltop                                                    | Gebouw                   | derde kwart 18e eeuw             |           | Zeedijk 27A en 27B                     | 52° 22' 33" NB, 4° 54' 3" OL  | 6508   | Huis, vanwege de zandstenen afdekkingen van de klokvormige geveltop                                      |
| Huis met gevel onder 19e-eeuwse rechte lijst                                                                           | Gebouw                   | 19e eeuw                         |           | Zeedijk 29A t/m C                      | 52° 22' 32" NB, 4° 54' 3" OL  | 6509   | Huis met gevel onder 19e-eeuwse rechte lijst                                                             |
| Woonhuis, vanwege het zich daarin bevindende beschilderde balkenplafond                                                | Woonhuis                 | tweede helft 16e eeuw            |           | Zeedijk 30                             | 52° 22' 31" NB, 4° 54' 3" OL  | 526007 | Woonhuis, vanwege het zich daarin bevindende beschilderde balkenplafond                                  |
| Pand met klokgevel op bolle puibalk                                                                                    | Gebouw                   | 1686                             |           | Zeedijk 31A en 31B                     | 52° 22' 32" NB, 4° 54' 4" OL  | 6510   | Meer afbeeldingen                                                                                        |
| Pand met halsgevel | Gebouw                   | tweede kwart 18e eeuw            |           | Zeedijk 33A t/m H                      | 52° 22' 32" NB, 4° 54' 4" OL  | 6511   | Meer afbeeldingen                                                                                        |
| Huis met gevel onder gezamenlijke rechte lijst met nr 37                                                               | Gebouw                   | 17e/19e eeuw                     |           | Zeedijk 35                             | 52° 22' 32" NB, 4° 54' 4" OL  | 6512   | Huis met gevel onder gezamenlijke rechte lijst met nr 37                                                 |
| Pand met gevel onder rechte lijst                                                                                      | Gebouw                   | 19e eeuw                         |           | Zeedijk 37A t/m E                      | 52° 22' 32" NB, 4° 54' 4" OL  | 6513   | Pand met gevel onder rechte lijst                                                                        |
| Huis met gave gevel onder rechte lijst                                                                                 | Gebouw                   | 17e/19e eeuw                     |           | Zeedijk 39A t/m G                      | 52° 22' 32" NB, 4° 54' 4" OL  | 6514   | Huis met gave gevel onder rechte lijst                                                                   |
| Huis met eenvoudige klokgevel                                                                                          | Gebouw                   | 17e eeuw of ouder                |           | Zeedijk 43                             | 52° 22' 31" NB, 4° 54' 4" OL  | 6515   | Meer afbeeldingen                                                                                        |
| Huis met gevel onder rechte lijst                                                                                      | Gebouw                   | 17e/18e/19e eeuw                 |           | Zeedijk 45A t/m C                      | 52° 22' 31" NB, 4° 54' 4" OL  | 6516   | Huis met gevel onder rechte lijst                                                                        |
| Pand met halsgevel | Gebouw                   | eerste helft 18e eeuw            |           | Zeedijk 49                             | 52° 22' 31" NB, 4° 54' 4" OL  | 6517   | Pand met halsgevel                                                                                       |
| Huis met gevel onder klokvormige rollagentop                                                                           | Gebouw                   | 17e/19e eeuw                     |           | Zeedijk 55                             | 52° 22' 30" NB, 4° 54' 4" OL  | 6518   | Huis met gevel onder klokvormige rollagentop                                                             |
| Huis met klokgevel | Gebouw                   | 17e/18e eeuw                     |           | Zeedijk 61A                            | 52° 22' 29" NB, 4° 54' 4" OL  | 6519   | Meer afbeeldingen                                                                                        |
| Pand met gevel onder rechte lijst                                                                                      | Gebouw                   | 19e eeuw                         |           | Zeedijk 65A                            | 52° 22' 29" NB, 4° 54' 4" OL  | 6520   | Meer afbeeldingen                                                                                        |
| Pand met halsgevel | Gebouw                   | 18e/19e eeuw                     |           | Zeedijk 67                             | 52° 22' 29" NB, 4° 54' 3" OL  | 6521   | Meer afbeeldingen                                                                                        |
| Huis met gevel onder klokvormige rollagentop, afgedekt door een houten lijstje                                         | Gebouw                   | 17e/19e eeuw                     |           | Zeedijk 69A                            | 52° 22' 29" NB, 4° 54' 3" OL  | 6522   | Meer afbeeldingen                                                                                        |
| Pand met gevel onder rechte lijst                                                                                      | Gebouw                   | eerste helft 19e eeuw            |           | Zeedijk 71                             | 52° 22' 29" NB, 4° 54' 3" OL  | 6523   | Upload foto                                                                                              |
| Pand met gevel onder gekuifd, topvormig gebogen lijst                                                                  | Gebouw                   | 18e eeuw                         |           | Zeedijk 75                             | 52° 22' 29" NB, 4° 54' 3" OL  | 6525   | Pand met gevel onder gekuifd, topvormig gebogen lijst                                                    |
| Huis met gevel onder punttop                                                                                           | Gebouw                   | 18e/19e eeuw                     |           | Zeedijk 81A                            | 52° 22' 28" NB, 4° 54' 2" OL  | 6526   | Huis met gevel onder punttop                                                                             |
| Pand met halsgevel | Gebouw                   | 1731                             |           | Zeedijk 85                             | 52° 22' 28" NB, 4° 54' 2" OL  | 6527   | Pand met halsgevel                                                                                       |
| Pand met eenvoudige klokgevel                                                                                          | Gebouw                   | 18e eeuw                         |           | Zeedijk 87                             | 52° 22' 27" NB, 4° 54' 2" OL  | 6528   | Pand met eenvoudige klokgevel                                                                            |
| Pand met top puntgevel afgekloofde trapgevel met grote boogblokken als versiering                                      | Gebouw                   | tweede kwart 17e eeuw            |           | Zeedijk 93                             | 52° 22' 27" NB, 4° 54' 2" OL  | 6529   | Pand met top puntgevel afgekloofde trapgevel met grote boogblokken als versiering                        |
| Pand met tot puntgevel afgekloofde trapgevel met grote boogblokken als versiering                                      | Gebouw                   | tweede helft 17e eeuw            |           | Zeedijk 95                             | 52° 22' 27" NB, 4° 54' 2" OL  | 6530   | Pand met tot puntgevel afgekloofde trapgevel met grote boogblokken als versiering                        |
| Huis met tot puntgevel gewijzigde gevel waarin twee oeils-de-boeuf                                                     | Gebouw                   | 17e eeuw                         |           | Zeedijk 99                             | 52° 22' 26" NB, 4° 54' 1" OL  | 6531   | Huis met tot puntgevel gewijzigde gevel waarin twee oeils-de-boeuf                                       |
| Pand met klokgevel | Gebouw                   | mogelijk tweede kwart 18e eeuw   |           | Zeedijk 101                            | 52° 22' 26" NB, 4° 54' 1" OL  | 6532   | Pand met klokgevel                                                                                       |
| Pand met vijfraamsgevel, met hoeklisenen, onder rechte lijst                                                           | Gebouw                   | 18e/19e eeuw                     |           | Zeedijk 103                            | 52° 22' 26" NB, 4° 54' 1" OL  | 6533   | Meer afbeeldingen                                                                                        |
| Huis met rechte lijst en gebroken dak                                                                                  | Gebouw                   | 19e eeuw                         |           | Zeedijk 107                            | 52° 22' 26" NB, 4° 54' 1" OL  | 6534   | Upload foto                                                                                              |
| Pand met eenvoudige klokgevel                                                                                          | Gebouw                   | mogelijk derde kwart 17e eeuw    |           | Zeedijk 109                            | 52° 22' 25" NB, 4° 54' 1" OL  | 6535   | Pand met eenvoudige klokgevel                                                                            |
| Huis met latere gevel                                                                                                  | Gebouw                   | 17e/19e eeuw                     |           | Zeedijk 119                            | 52° 22' 25" NB, 4° 54' 1" OL  | 6536   | Huis met latere gevel                                                                                    |
| Verhoogd huis met rechte gevellijst en dakkapel                                                                        | Gebouw                   | tweede helft 19e eeuw            |           | Zeedijk 121                            | 52° 22' 25" NB, 4° 54' 1" OL  | 6537   | Verhoogd huis met rechte gevellijst en dakkapel                                                          |
| Pand met gevel onder klokvormige top                                                                                   | Werk-woonhuis            | 17e/18e eeuw                     |           | Zeedijk 125A                           | 52° 22' 24" NB, 4° 54' 1" OL  | 6538   | Meer afbeeldingen                                                                                        |
| Pand met vijfraamsgevel onder door de vensters doorbroken rechte lijst met twee consoles                               | Gebouw                   | ca. 1800                         |           | Zeedijk 137                            | 52° 22' 24" NB, 4° 54' 1" OL  | 6539   | Pand met vijfraamsgevel onder door de vensters doorbroken rechte lijst met twee consoles                 |
| Huisje met gepleisterde gevel onder klokvormige rollagentop                                                            | Gebouw                   | 17e/19e eeuw                     |           | Zeedijk 133                            | 52° 22' 24" NB, 4° 54' 1" OL  | 6540   | Upload foto                                                                                              |
| Oude Zijds Kapel | Kerk en kerkonderdeel    | 17e eeuw                         |           | Zeedijk 2                              | 52° 22' 34" NB, 4° 53' 60" OL | 6541   | Meer afbeeldingen                                                                                        |
| Pand met klokgevel | Gebouw                   | derde kwart 18e eeuw             |           | Zeedijk 4                              | 52° 22' 34" NB, 4° 54' 1" OL  | 6542   | Meer afbeeldingen                                                                                        |
| Huis met 18e-eeuwse gevel waarvan de klokvormige top is verdwenen en vervangen door een provisorische houten bekroning | Gebouw                   | waarschijnlijk 17e eeuw of ouder |           | Zeedijk 6                              | 52° 22' 34" NB, 4° 54' 1" OL  | 6543   | Meer afbeeldingen                                                                                        |
| Huis met 18e-eeuwse gevel waarvan de klokvormige top is verdwenen en vervangen door een provisorische houten bekroning | Gebouw                   | waarschijnlijk 17e eeuw of ouder |           | Zeedijk 8                              | 52° 22' 34" NB, 4° 54' 1" OL  | 6544   | Meer afbeeldingen                                                                                        |
| Hoekhuis met voorgevel onder klokvormige rollagentop met houten fronton                                                | Gebouw                   | 17e/19e eeuw                     |           | Zeedijk 10                             | 52° 22' 33" NB, 4° 54' 1" OL  | 6545   | Hoekhuis met voorgevel onder klokvormige rollagentop met houten fronton                                  |
| Hoekhuis met gevel onder uit- en ingezwenkte rollagentop                                                               | Gebouw                   | 18e/19e eeuw                     |           | Zeedijk 12                             | 52° 22' 33" NB, 4° 54' 2" OL  | 6546   | Hoekhuis met gevel onder uit- en ingezwenkte rollagentop                                                 |
| Hoekhuis met voorgevel van 5 smalle traveeën onder rechte triglyfenlijst met fronton gevuld met snijwerk               | Gebouw                   | laatste kwart 18e eeuw           |           | Zeedijk 14A                            | 52° 22' 33" NB, 4° 54' 2" OL  | 6547   | Hoekhuis met voorgevel van 5 smalle traveeën onder rechte triglyfenlijst met fronton gevuld met snijwerk |
| Rechterhelft van hoekhuis                                                                                              | Gebouw                   | 16e eeuw                         |           | Zeedijk 16A                            | 52° 22' 33" NB, 4° 54' 2" OL  | 6548   | Meer afbeeldingen                                                                                        |
| Groep met twee huizen, vanwege de zandstenen afdekkingen van de klokvormige toppen en de vier oeils-de-boeuf           | Gebouw                   | 17e/18e eeuw                     |           | Zeedijk 20                             | 52° 22' 32" NB, 4° 54' 3" OL  | 6549   | Meer afbeeldingen                                                                                        |
| Pand met gevel onder verhoogde lijst                                                                                   | Gebouw                   | 1750                             |           | Zeedijk 24A                            | 52° 22' 32" NB, 4° 54' 3" OL  | 6550   | Meer afbeeldingen                                                                                        |
| Ten dele een pakhuisachtig karakter vertonend pand met gevel onder klokvormig topje met rollagen                       | Gebouw                   | 18e/19e eeuw                     |           | Zeedijk 36                             | 52° 22' 31" NB, 4° 54' 4" OL  | 6551   | Ten dele een pakhuisachtig karakter vertonend pand met gevel onder klokvormig topje met rollagen         |
| Huis, vanwege de zandstenen onderdelen van de klokvormige geveltop                                                     | Gebouw                   | tweede kwart 18e eeuw            |           | Zeedijk 46                             | 52° 22' 30" NB, 4° 54' 3" OL  | 6552   | Huis, vanwege de zandstenen onderdelen van de klokvormige geveltop                                       |
| Huis, vanwege de zandstenen afdekkingen van de klokvormige top                                                         | Gebouw                   | midden 18e eeuw                  |           | Zeedijk 54A                            | 52° 22' 30" NB, 4° 54' 3" OL  | 6553   | Huis, vanwege de zandstenen afdekkingen van de klokvormige top                                           |
| Pand met gevel, onder klokvormige rollagentop                                                                          | Gebouw                   | 18e/19e eeuw                     |           | Zeedijk 58A                            | 52° 22' 29" NB, 4° 54' 3" OL  | 6554   | Pand met gevel, onder klokvormige rollagentop                                                            |
| Pand met halsgevel | Gebouw                   | mogelijk eerste helft 18e eeuw   |           | Zeedijk 60                             | 52° 22' 29" NB, 4° 54' 3" OL  | 6555   | Upload foto                                                                                              |
| Huis, vanwege de zandstenen vleugelstukken van de gevelhals                                                            | Gebouw                   | tweede kwart 18e eeuw            |           | Zeedijk 72                             | 52° 22' 28" NB, 4° 54' 2" OL  | 6556   | Huis, vanwege de zandstenen vleugelstukken van de gevelhals                                              |
| DUYNSIGT | Gebouw                   | 1725                             |           | Zeedijk 82                             | 52° 22' 28" NB, 4° 54' 1" OL  | 6557   | Meer afbeeldingen                                                                                        |
| Huis, waarvan de gevel thans is afgesloten door een rechte lijst                                                       | Gebouw                   | 1660                             |           | Zeedijk 84                             | 52° 22' 27" NB, 4° 54' 1" OL  | 6558   | Meer afbeeldingen                                                                                        |
| Huis met gevel onder 19e-eeuwse rechte lijst                                                                           | Gebouw                   | 19e eeuw                         |           | Zeedijk 86                             | 52° 22' 27" NB, 4° 54' 1" OL  | 6559   | Huis met gevel onder 19e-eeuwse rechte lijst                                                             |
| Huis, vanwege de 18e-eeuwse aanzetkrullen en afdekking van de klokvormige geveltop                                     | Gebouw                   | 18e eeuw                         |           | Zeedijk 88                             | 52° 22' 27" NB, 4° 54' 1" OL  | 6560   | Huis, vanwege de 18e-eeuwse aanzetkrullen en afdekking van de klokvormige geveltop                       |
| Huis met latere gevel onder rechte lijst                                                                               | Gebouw                   | 17e/19e eeuw                     |           | Zeedijk 90                             | 52° 22' 27" NB, 4° 54' 1" OL  | 6561   | Huis met latere gevel onder rechte lijst                                                                 |
| Pand met halsgevel | Gebouw                   | 1710                             |           | Zeedijk 104                            | 52° 22' 26" NB, 4° 54' 1" OL  | 6562   | Pand met halsgevel                                                                                       |
| Pand met gevel onder rechte lijst                                                                                      | Gebouw                   | eerste helft 19e eeuw            |           | Zeedijk 124                            | 52° 22' 24" NB, 4° 54' 0" OL  | 6563   | Meer afbeeldingen                                                                                        |
| Pand met gevel, onder rechte lijst en dwarsdak                                                                         | Gebouw                   | 18e/19e eeuw                     |           | Zeedijk 126                            | 52° 22' 24" NB, 4° 54' 0" OL  | 6564   | Meer afbeeldingen                                                                                        |
| Pand met zware klokgevel                                                                                               | Gebouw                   | 1750                             |           | Zeedijk 128                            | 52° 22' 24" NB, 4° 54' 0" OL  | 6565   | Meer afbeeldingen                                                                                        |
| Pand met halsgevel | Gebouw                   | tweede kwart 17e eeuw            |           | Zeedijk 132                            | 52° 22' 24" NB, 4° 54' 0" OL  | 6566   | Meer afbeeldingen                                                                                        |
| Pand met gevel, onder rechte lijst                                                                                     | Gebouw                   | 18e/19e eeuw                     |           | Zeedijk 134                            | 52° 22' 23" NB, 4° 54' 0" OL  | 6567   | Meer afbeeldingen                                                                                        |
| Pand met gevel onder rechte lijst                                                                                      | Gebouw                   | eerste helft 19e eeuw            |           | Zeedijk 136                            | 52° 22' 23" NB, 4° 54' 0" OL  | 6568   | Meer afbeeldingen                                                                                        |
| Identieke klokgevels aan geldersekade en zeedijk                                                                       | Gebouw                   | 1732                             |           | Zeedijk 57                             | 52° 22' 30" NB, 4° 54' 4" OL  | 1172   | Meer afbeeldingen                                                                                        |